# 687
687（六百八十七）是686至688之間的自然數。

## 数学性质
- 合數，正因數有1、3、229和687。
質因數分解為{\displaystyle 3\times 229}。
- 虧數，真因數和為233，虧度為454。
- 不尋常數，大於平方根的質因數為229。
- 半質數。
- 無平方數因數的數。
- 十进制的奢侈數。

## 人類文化
- 「了不起」
- 「對不起」[1]
- 肉便器